# Luís Kondor
Luís Kondor (22 de junho de 1928 — 28 de outubro de 2009) foi um padre católico húngaro radicado em Portugal.
Terminou o ensino secundário em 1944 e, aos dezoito anos, entrou na Congregação do Verbo Divino. Ainda na Hungria, iniciou estudos de filosofia. Fez os primeiros votos em 1948 e, no ano seguinte, fugiu para a Áustria e depois para a Alemanha, onde foi ordenado presbítero em 1953.
Em 1954 foi enviado para Fátima, em Portugal, e nomeado vice-prefeito do Seminário do Verbo Divino. Dois anos mais tarde encontrou-se com a Irmã Lúcia, num primeiro encontro que haveria de repetir-se por diversas vezes ao longo dos anos, quando ocupava já o cargo de vice-postulador da Causa de Beatificação dos Pastorinhos de Fátima, para o qual foi nomeado em 1960. A partir de 1959 teve um papel ativo nos processos de beatificação dos videntes Francisco e Jacinta Marto.
Entre outras obras, dedicou-se ainda à construção do Monumento a Nossa Senhora nos Valinhos, da Via Sacra, do Calvário Húngaro e da Capela de Santo Estevão, em Fátima, do Seminário Diocesano e do Paço Episcopal de Leiria e dos Colégios São Miguel de Fátima e da Marinha Grande. De 1975 a 1985 colaborou ainda na construção de novos conventos femininos da Ordem dos Carmelitas, nomeadamente do Carmelo de Nossa Senhora Rainha do Mundo (no Patacão, Faro), Carmelo da Imaculada Conceição (no Bom Jesus, Braga) e Carmelo de Cristo Redentor (em São Bernardo, Aveiro).
Em janeiro de 2006, a insígnia da Ordem de Comendador foi-lhe atribuída pelo Presidente da República Portuguesa, Jorge Sampaio.

## Obras
- KONDOR, Luís; Via Sacra de Adoração Reparadora. Edição do Secretariado dos Pastorinhos, Fátima. 40 pp.
- KONDOR, Luís; Quereis oferecer-vos a Deus? O Apelo à Reparação na Mensagem de Fátima. Edição do Secretariado dos Pastorinhos, Fátima. 252 pp.